# Detlef Hummelt
Detlef Hummelt (* 11. August 1955) ist ein ehemaliger deutscher Kanutrainer.

## Leben
Der in Wolmirstedt lebende Hummelt absolvierte eine Ausbildung zum Diplom-Sportlehrer. Er trainierte seit etwa Ende der 1970er Jahre eine Vielzahl von Kanuten beim SC Magdeburg. 
Seit etwa 1991 war er in verschiedenen Funktionen auch für den Deutschen Kanu-Verband tätig. Häufig betreute er deutsche Kanuten mit dem Ziel eines Starts bei den Olympischen Spielen. So betreute er Patrick Schulze, der bei den Olympischen Sommerspielen 1996 Vierter über 1000 Meter im Einer-Kanadier wurde. Bei den Olympischen Sommerspielen 2004 war er auch selbst vor Ort.
2012 wurde der bis dahin als leitender Nachwuchstrainer tätige Hummelt verstärkt zuständig für den Erhalt des Bundesstützpunktes Magdeburg, blieb jedoch auch Disziplintrainer für die Junioren. Zeitweise war er Bundestrainer für die Frauenmannschaft im Kanadier. 2020 war er leitender Bundestrainer Nachwuchs.
Weitere von ihm trainierte Kanuten waren unter anderem Yul Oeltze, der 2017 und 2018 Weltmeister wurde, und Michael Müller. 2021 trat er in den Ruhestand.

## Auszeichnungen
Für den 2018 mit Yul Oeltze errungenen Weltmeister und als Olympiatrainer für die Spiele 2020 durfte sich Detlef Hummelt jeweils in das Goldene Buch der Stadt Magdeburg eintragen.